# Vagellia helveola
Genre
Espèce
Vagellia helveola, unique représentant du genre Vagellia, est une espèce d'araignées aranéomorphes de la famille des Cybaeidae.

## Distribution
Cette espèce est endémique de Sumatra en Indonésie.

## Description
La femelle holotype mesure 3,5 mm.

## Publication originale
- Simon, 1899 : Contribution à la faune de Sumatra. Arachnides recueillis par M. J. L. Weyers, à Sumatra. (Deuxième mémoire). Annales de la Société entomologique de Belgique, vol. 43, p. 78-125 (texte intégral).